# میکائیل پیتزو
میکائیل پیتزو (انگلیسی: Mickaël Pizzo؛ زادهٔ ۲۶ مارس ۱۹۷۹) بازیکن فوتبال اهل فرانسه است.
از باشگاه‌هایی که در آن بازی کرده‌است می‌توان به باشگاه فوتبال ستاره سرخ و باشگاه فوتبال کیلمارنوک اشاره کرد.